# Llista de topònims de Sarrià - Sant Gervasi
La llista de topònims (noms propis de lloc) del districte de Sarrià - Sant Gervasi, a Barcelona està dividida per motius tècnics en:
- Llista de topònims de Sant Gervasi (barris administratius de Sant Gervasi-Galvany, Sant Gervasi - la Bonanova i el Putxet i el Farró),
- Llista de topònims de Sarrià, les Tres Torres i Vallvidrera (barris administratius de Sarrià, les Tres Torres i Vallvidrera, el Tibidabo i les Planes).

A continuació es mostren els topònims que no són en aquestes llistes.
Informació actualitzada per un bot. Els canvis manuals es perdran quan s'actualitzi!

## avinguda
| imatge | Nom               | Ubicat a                                                             | instància de | Detalls                                 | coordenades                                              | Protecció | Commons (més fotos) | Dades a WD                    |
| ------ | ----------------- | -------------------------------------------------------------------- | ------------ | --------------------------------------- | -------------------------------------------------------- | --------- | ------------------- | ----------------------------- |
|        | Ronda del Mig     | Horta-Guinardó Sarrià - Sant Gervasi les Corts Sants-Montjuïc        | avinguda     | Anomenat per: part central              | 41° 24′ 12″ N, 2° 08′ 20″ E / 41.40347222°N,2.13888889°E |           | Ronda del Mig       | Modifica les dades a Wikidata |
|        | avinguda Diagonal | Barcelona Sant Martí Eixample Gràcia Sarrià - Sant Gervasi les Corts | avinguda     | 1860 Llarg: 11km Anomenat per: diagonal | 41° 23′ 47″ N, 2° 09′ 29″ E / 41.396389°N,2.158056°E     |           | Avinguda Diagonal   | Modifica les dades a Wikidata |

## barri administratiu de Barcelona
| imatge | Nom                                   | Ubicat a              | instància de                           | Detalls                                                        | coordenades                                              | Protecció | Commons (més fotos)                   | Dades a WD                    |
| ------ | ------------------------------------- | --------------------- | -------------------------------------- | -------------------------------------------------------------- | -------------------------------------------------------- | --------- | ------------------------------------- | ----------------------------- |
|        | Sant Gervasi - la Bonanova            | Sarrià - Sant Gervasi | barri administratiu de Barcelona barri | 25984 hab Superfície: 223.5ha                                  | 41° 24′ 23″ N, 2° 08′ 01″ E / 41.40638889°N,2.13361111°E |           | Sant Gervasi-la Bonanova              | Modifica les dades a Wikidata |
|        | Sant Gervasi-Galvany                  | Sarrià - Sant Gervasi | barri administratiu de Barcelona barri | 47346 hab Superfície: 166.9ha                                  | 41° 23′ 48″ N, 2° 08′ 38″ E / 41.39666667°N,2.14388889°E |           | Sant Gervasi-Galvany                  | Modifica les dades a Wikidata |
|        | Sarrià                                | Sarrià - Sant Gervasi | barri administratiu de Barcelona       | 24769 hab Superfície: 304.7ha                                  | 41° 23′ 58″ N, 2° 07′ 19″ E / 41.39943056°N,2.12186667°E |           | Sarrià                                | Modifica les dades a Wikidata |
|        | Vallvidrera, el Tibidabo i les Planes | Sarrià - Sant Gervasi | barri administratiu de Barcelona       | 4760 hab Anomenat per: Vallvidrera Tibidabo les Planes         | 41° 25′ 00″ N, 2° 06′ 00″ E / 41.416666666666664°N,2.1°E |           | Vallvidrera, el Tibidabo i les Planes | Modifica les dades a Wikidata |
|        | el Putxet i el Farró                  | Sarrià - Sant Gervasi | barri administratiu de Barcelona       | 29986 hab Superfície: 0.62km² Anomenat per: el Putxet el Farró | 41° 24′ 20″ N, 2° 08′ 43″ E / 41.40555556°N,2.14527778°E |           | El Putget i Farró                     | Modifica les dades a Wikidata |
|        | les Tres Torres                       | Sarrià - Sant Gervasi | barri administratiu de Barcelona barri | 16356 hab Superfície: 78.8ha                                   | 41° 23′ 55″ N, 2° 07′ 52″ E / 41.39861111°N,2.13111111°E |           | Les Tres Torres                       | Modifica les dades a Wikidata |

## Misc
| imatge | Nom                      | Ubicat a | instància de             | Detalls     | coordenades                                              | Protecció | Commons (més fotos) | Dades a WD                    |
| ------ | ------------------------ | --- | ------------------------ | ----------- | -------------------------------------------------------- | --------- | ------------------- | ----------------------------- |
|        | B-20                     | Barcelona Sant Andreu Horta-Guinardó Gràcia Sarrià - Sant Gervasi les Corts Esplugues de Llobregat l'Hospitalet de Llobregat Cornellà de Llobregat | carretera                | Llarg: 26km | 41° 24′ 45″ N, 2° 07′ 44″ E / 41.41239167°N,2.12893056°E |           | Ronda de Dalt       | Modifica les dades a Wikidata |
|        | Sant Gervasi de Cassoles | província de Barcelona Sarrià - Sant Gervasi | antic municipi d'Espanya |             | 41° 24′ 18″ N, 2° 08′ 17″ E / 41.405°N,2.1381111111111°E |           |                     | Modifica les dades a Wikidata |